# مارتن ندونغو-إيبانغا
مارتن ندونغو-إيبانغا (بالفرنسية: Martin Ndongo-Ebanga)‏ (مواليد 23 مارس 1966) هو ملاكم كاميروني، مثّل بلاده في الألعاب الأولمبية الصيفية في دورتي 1984 و1988.

## روابط خارجية
- مارتن ندونغو-إيبانغا على موقع بوكس ريك (الإنجليزية) (registration required)
- مارتن ندونغو-إيبانغا على موقع اللجنة الأولمبية الدولية (الإنجليزية)
- مارتن ندونغو-إيبانغا على موقع أوليمبيديا (الإنجليزية)